# Романець Руслан Володимирович
Руслан Володимирович Романець (19 жовтня 1995, с. Різдв'яни, Україна — 16 червня 2022, Луганська область, Україна) — український військовослужбовець, солдат Збройних сил України, учасник російсько-української війни.

## Життєпис
Руслан Романець народився 19 жовтня 1995 року в селі Різдв'янах, нині Микулинецької громади Тернопільського району Тернопільської области України.
Закінчив Різдвянську загальноосвітню школу (нині гімназія).
Від 2014 року служив за контрактом в 44-ї окремої артилерійської бригади Збройних сил України. З початком російського вторгнення в Україну 2022 року пішов добровольцем на війну. Загинув 16 червня 2022 року на Луганщині.
Похований 20 червня 2022 року в родинному селі.
Залишилася мати, сестра, та брат.

## Нагороди
- орден «За мужність» III ступеня (4 липня 2022, посмертно) — за особисту мужність і самовіддані дії, виявлені у захисті державного суверенітету та територіальної цілісності України, вірність військовій присязі[1].